# Barneville-la-Bertran
Barneville-la-Bertran ist eine französische Gemeinde mit 121 Einwohnern (Stand: 1. Januar 2022) im Département Calvados in der Region Normandie. Sie gehört zum Arrondissement Lisieux und zum Kanton Honfleur-Deauville. Die Einwohner werden Barnevillais genannt.
Derzeitiger Bürgermeister ist Jean-François Bernard, der im Jahr 2020 gewählt wurde. Seine Amtszeit beträgt sechs Jahre.

## Geografie
Barneville-la-Bertran liegt etwa 13 Kilometer südsüdöstlich von Le Havre. Umgeben wird Barneville-la-Bertran von den Nachbargemeinden Pennedepie im Norden, Équemauville im Osten sowie Saint-Gatien-des-Bois im Süden und Westen.

## Bevölkerungsentwicklung
| Jahr                       | 1962 | 1968 | 1975 | 1982 | 1990 | 1999 | 2006 | 2019 |
| Einwohner                  | 128  | 150  | 131  | 125  | 124  | 138  | 140  | 124  |
| Quellen: Cassini und INSEE |      |      |      |      |      |      |      |      |

## Sehenswürdigkeiten
- Kirche Saint-Jean-Baptiste, Monument historique
- Schloss Barneville von 1873
- Herrenhaus Les Vallées aus dem 12. Jahrhundert, Monument historique

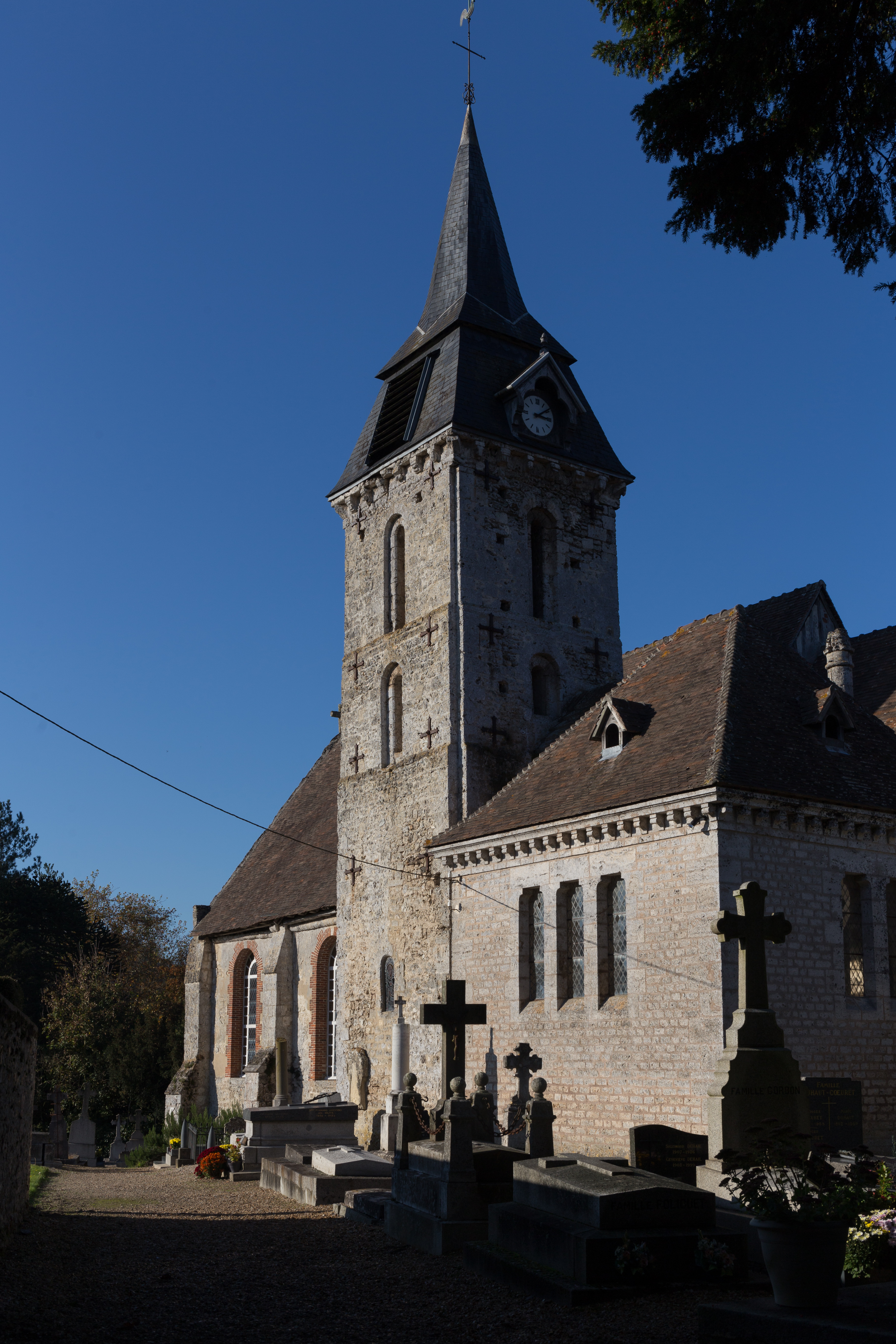
Kirche Saint-Jean-Baptiste
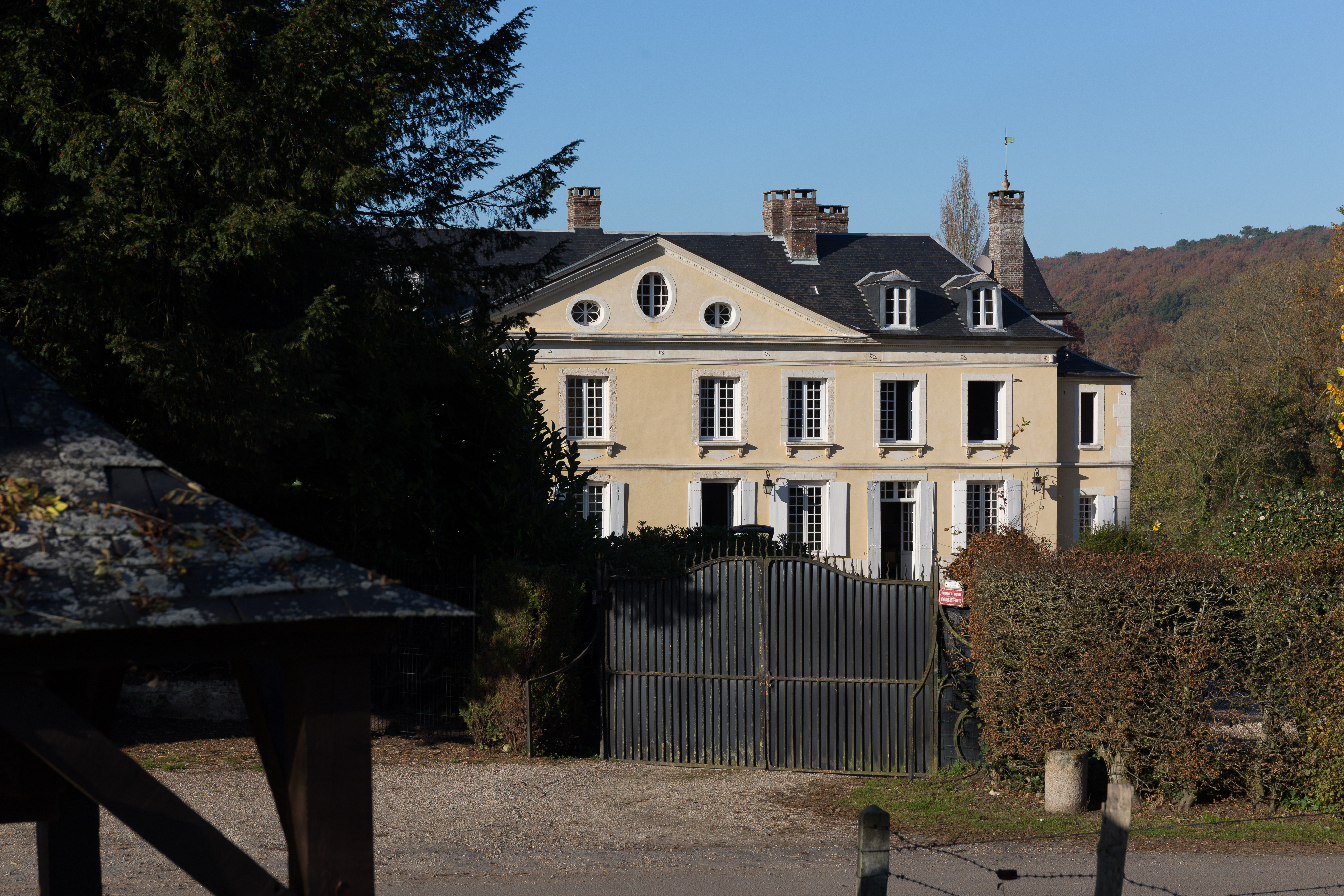
Schloss Barneville
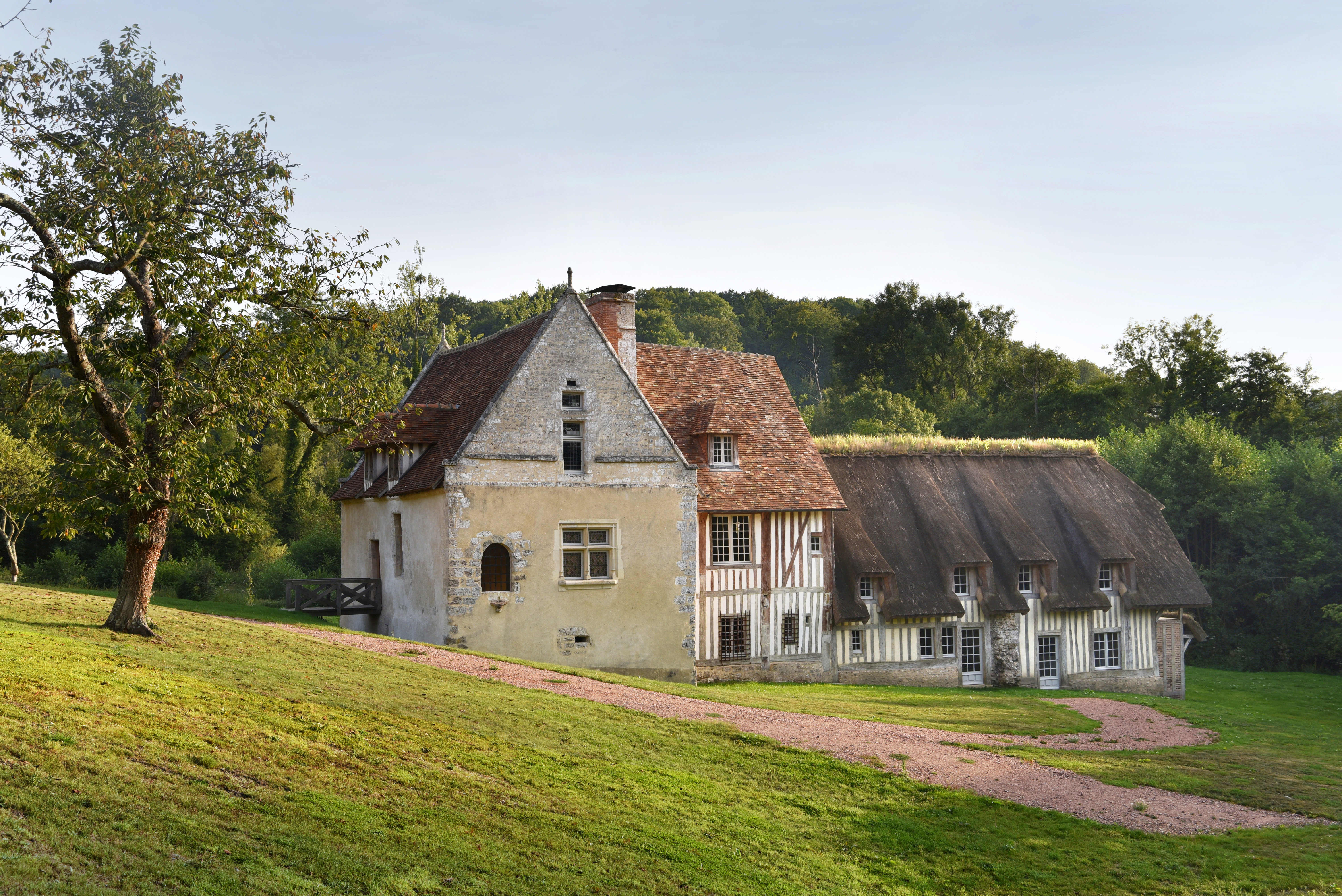
Manoir des Vallées, Herrenhaus

## Persönlichkeiten
- Marie-Catherine d’Aulnoy (1650/51–1705), Schriftstellerin